# 超勝寺
超勝寺（ちょうしょうじ）は、福井県福井市藤島町にある浄土真宗の仏教寺院。本願寺の東西分立により、超勝寺も東西に分立し、浄土真宗本願寺派は西超勝寺、真宗大谷派は東超勝寺と通称されている。西超勝寺・東超勝寺ともに本尊は阿弥陀如来。越前国の藤島の地に創建されたことから藤島超勝寺と呼ばれていた。

## 沿革
越前国藤島庄の地頭斯波豊郷の勧進により、明徳3年（1392年）5月29日、藤島城の跡地に本願寺5世綽如の次男である頓円によって創建された。
文明3年（1471年）、本願寺8世蓮如が吉崎の地に吉崎御坊を建立すると、超勝寺4代蓮超は、和田本覚寺、荒川興行寺などと共に吉崎御坊の周囲に多屋を建てた。蓮超が蓮如の12女蓮周尼を内室に迎えたこともあり、蓮如はしばしば超勝寺に逗留している。
文明6年（1474年）には、加賀国守護の富樫氏の内紛に巻き込まれたのか兵火のために焼失している。
5代実顕とその子実照は永正3年（1506年）6月に戦われた九頭竜川の戦いで朝倉氏に敗北したことにより、本覚寺と共に加賀国に逃れた。以後、同寺は本覚寺と一緒に加賀に逃れた越前門徒のまとめ役を担ったが、享禄4年（1531年）、ついに元々加賀にいた賀州三ヶ寺・加賀門徒と加賀亡命中の超勝寺・本覚寺・越前門徒が争う事態となり大小一揆の争いとなった。結果は本願寺が味方した超勝寺・本覚寺側が勝利し、以後、両寺は加賀で権勢をふるった。
実顕の弟勝祐と7代顕祐が弘治元年（1555年）越前への侵入・復帰を図ったが失敗する。翌年本願寺は下間頼言、下間頼良に朝倉氏との和睦工作を行わせたが、顕祐はそれに距離を置いた。結局和睦は失敗し、顕祐は本願寺の勘気にあった。
しかし、永禄10年（1567年）に朝倉氏との和睦が成立すると、本覚寺とともに越前に戻り、藤島の旧地に復帰した。
朝倉氏滅亡後の天正2年（1574年）、富田長繁が反乱を起こした。それに続いて越前一向一揆が発生すると、これに加担した。しかし、翌天正3年織田信長が一向一揆を討伐するために越前に攻め込んでくると一揆軍は瓦解し、超勝寺は焼失した。
慶長7年（1602年）、本願寺が東西に分裂することとなると、超勝寺は本願寺の命により、同じく東西に分立することになった。弟准照は西本願寺第12世准如を支持して西本願寺（浄土真宗本願寺派）に属し（西超勝寺）と旧地を領すると、兄頓恵は東本願寺第12世教如を支持して東本願寺（真宗大谷派）に属し、すでにあった超勝寺（西超勝寺）の南側に新たに超勝寺（東超勝寺）を建立した。
西超勝寺は江戸時代には福井藩に諸権利を認められて優遇されるなどしたが、嘉永6年（1853年）6月28日、朱雀門を残して諸堂はすべて焼失した。1882年（明治15年）4月13日、別格寺の格式指定を受けると、1935年（昭和10年）4月には別格別院超勝寺となり、西本願寺23世大谷光照（勝如）門主が住職を兼務した。1937年（昭和12年）5月、大谷光尊（明如）の孫である男爵壬生照弘が住職となる。
西超勝寺境内には藤島城跡の石碑が建てられ、土塁が残っている。
1948年（昭和23年）6月28日の福井地震により、本堂は傾き、他の諸堂は全て倒壊したが、その後復興した。

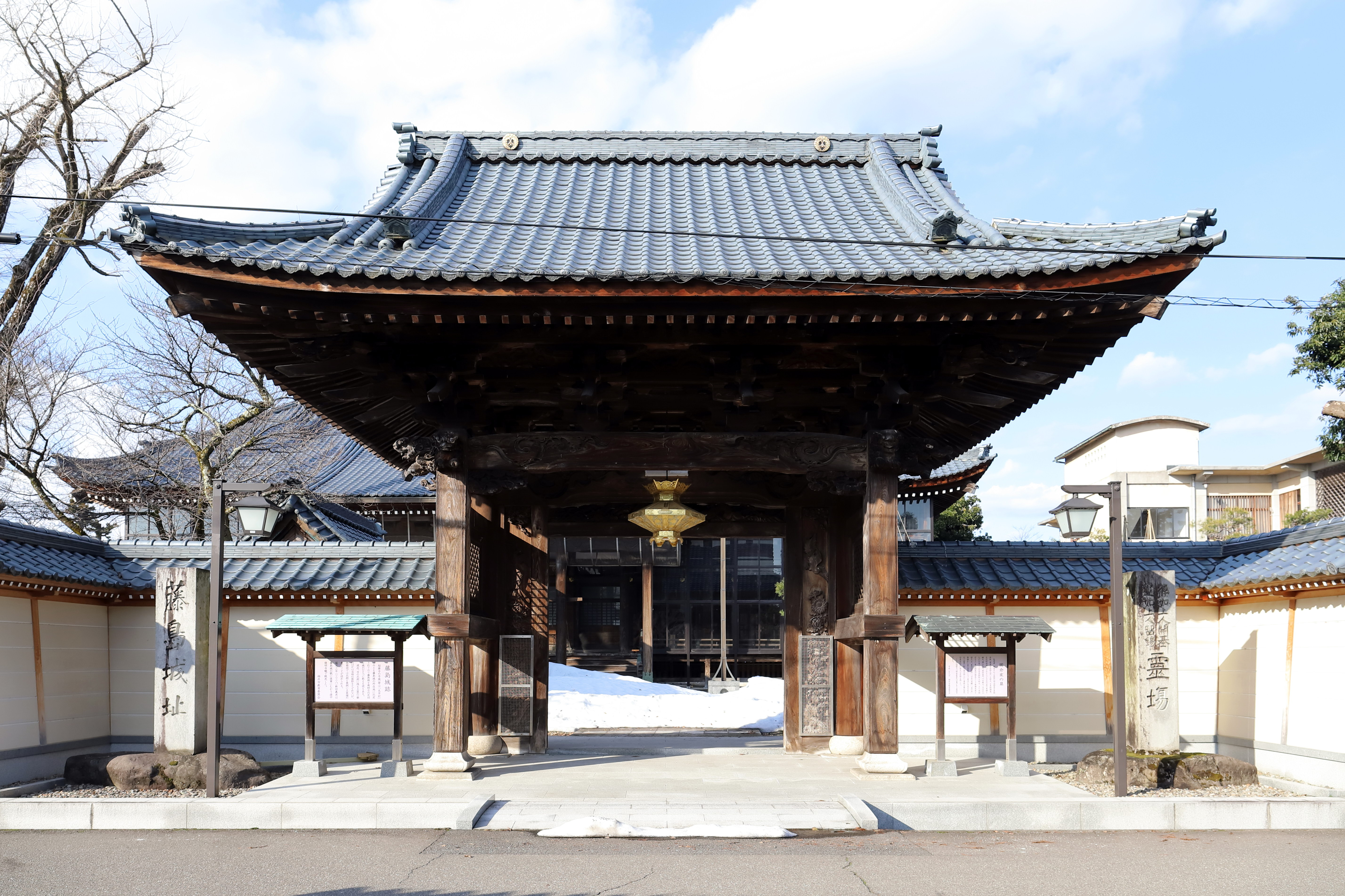
西超勝寺 山門
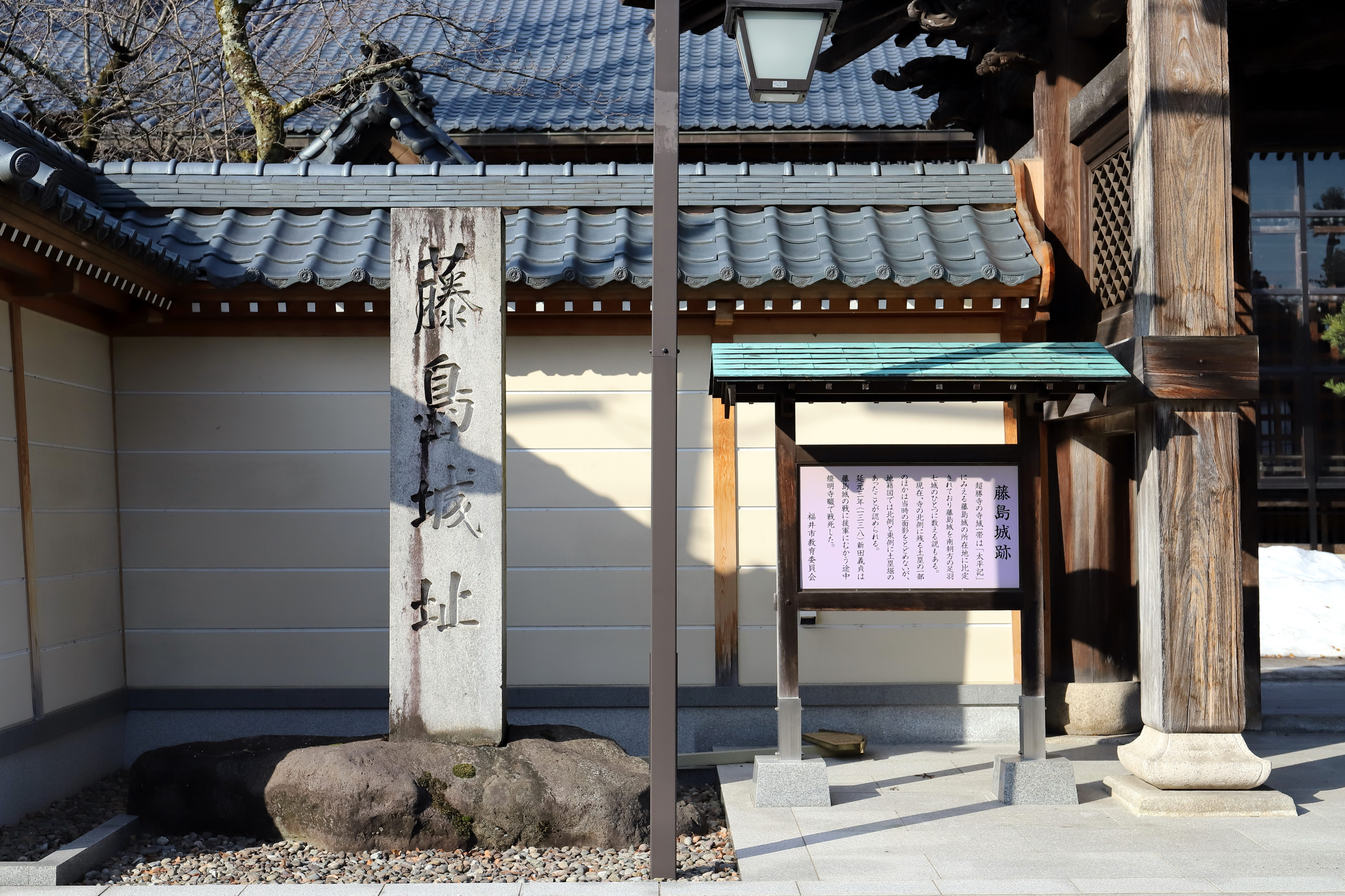
藤島城址碑
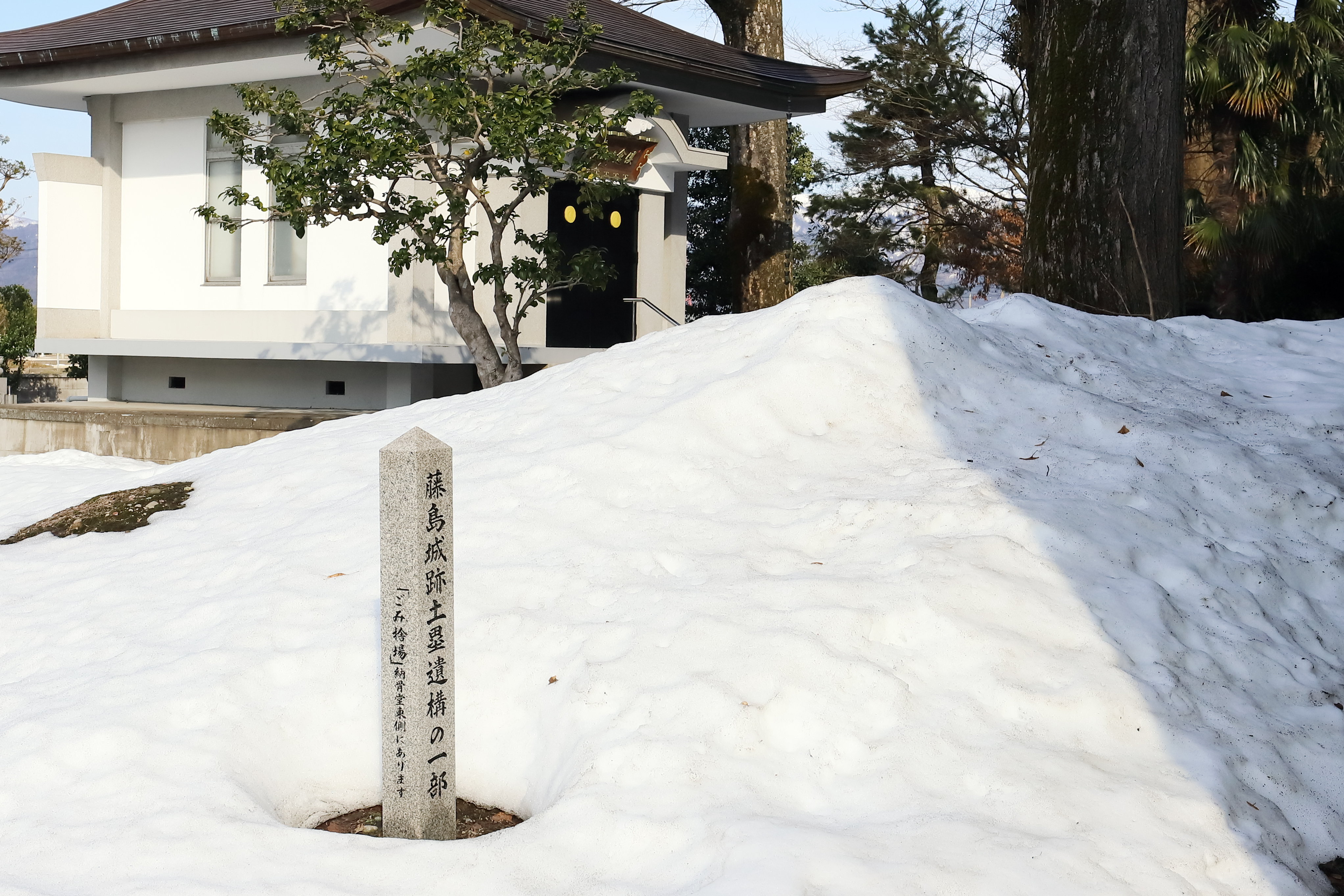
藤島城跡土塁遺構